# Организация Первого марта
Организация Первого марта (The First Of March Organization, Organizacion Primero de Marzo) или «Военно-политическая организация» — подпольное движение в Парагвае, созданное в середине 1970-х годов для борьбы с диктаторским режимом генерала Альфредо Стресснера. Создание организации являлось серьёзной попыткой оказать вооружённое сопротивление репрессиям правительства. В ходе формирования организации возросла волна репрессий со стороны диктаторского правления. В период репрессий были захвачены и казнены несколько лидеров организации, однако насилие распространилось и на жителей, не имеющих ничего общего с ВПО.

## Историческая ситуация
Правящий страной с 1954 года, Стресснер уже избежал несколько попыток покушения на него. К 70-м годам страна находилась в стадии экономического роста, строилась ГЭС Итайпу на реке Парана, а также активно экспортировались соя и хлопок.

## Да Коста
Хуан Карлос да Коста, который принимал активное участие в студенческом движении и сотрудничал с литературными журналами, стал главным лидером и подал идею создания революционного тайного движения. Да Коста побывал во многих городах Парагвая, встречаясь с лидерами студенческих организаций. Также налаживал контакты со студенческими лидерами, которые стремились вернуться в Парагвай (многие из Аргентины). Конечной целью организация ставила совершение революции, борясь против насилия и отсутствие политических прав, чего не могли добиться апатичные оппозиционные партии.

## Развитие организации
Организация быстро начала расти в Асунсьоне благодаря независимому студенческому движению в университете. Большинство студентов Независимого движения позже присоединились к ВПО. Также к ВПО присоединились студенты и школьники из Монтонерос. Далее организация стала охватывать и сельские районы страны. В 1975 году Да Коста сотрудничает с Нидия Гонсалес Талавера (Nidia González Talavera) и аграрным лидером Константино Коронел (Constantino Coronel). Политика организации была основана на взаимном сотрудничестве между пролетариатом и аграрными работниками, а также на строительстве марксистско-ленинской идеологии. Тем не менее, уровень самой организации был не достаточен для ведения управленческой деятельности в государстве. Военная подготовка была плохой, и организация не могла обеспечить собственную безопасность. К 1976 году организация насчитывала около 400 членов. Большинство из этих членов не имело политического или военного прошлого и лишь немногие из них могли принимать решения.

## Карлос Бранас
3 апреля 1976 года студент-медик Карлос Бранас, переплывая на лодке через реку Парана, был задержан с большим количеством документов организации. Благодаря этому аресту полиция узнала о существовании организации. В ходе расследования была попытка произвести арест Да Косты. В перестрелке Да Коста сначала застрелил начальника полиции и влиятельного человека Альберно Кантеро, но затем полиция застрелила Да Косту.

## Репрессии
Репрессии продолжились, и в последующие дни полиция посадила в тюрьму сотни людей. Некоторые из жертв репрессий не имели ничего общего с ВПО, они попросту жили в местах, где вела свою деятельность ВПО. Пресса назвала эти репрессии «Болезненная Пасха» (Pascua Dolorosa). Полиция воспользовалась возможностью ареста лиц и закрытия учреждений, неугодных режиму, но не все они были связаны с организацией. Большинство заключённых полиция подвергала пыткам, и затем отпускала.